# Boršov u Litětin
Boršov u Litětin je přírodní památka jižně od vesnice Litětiny, části obce Dolní Roveň v okrese Pardubice. Spravuje ji AOPK Pardubice. Předmětem ochrany jsou slatinné louky, které představují zbytek původních polabských luk. Je to bohatá lokalita hořce hořepníku (Gentiana pneumonanthe) a hvozdíku pyšného (Dianthus superbus), které již jinde v okolí prakticky vymizely. Zaznamenán byl modrásek hořcový (Maculinea alcon), vázaný vývojem na hořec hořepník – je to zřejmě jediná lokalita tohoto motýla ve východních Čechách. V současné době je část lokality, přístupná zemědělským strojům, pravidelně kosena. Zbytek území je příliš podmáčený, ale i tam se odstraňují náletové dřeviny.

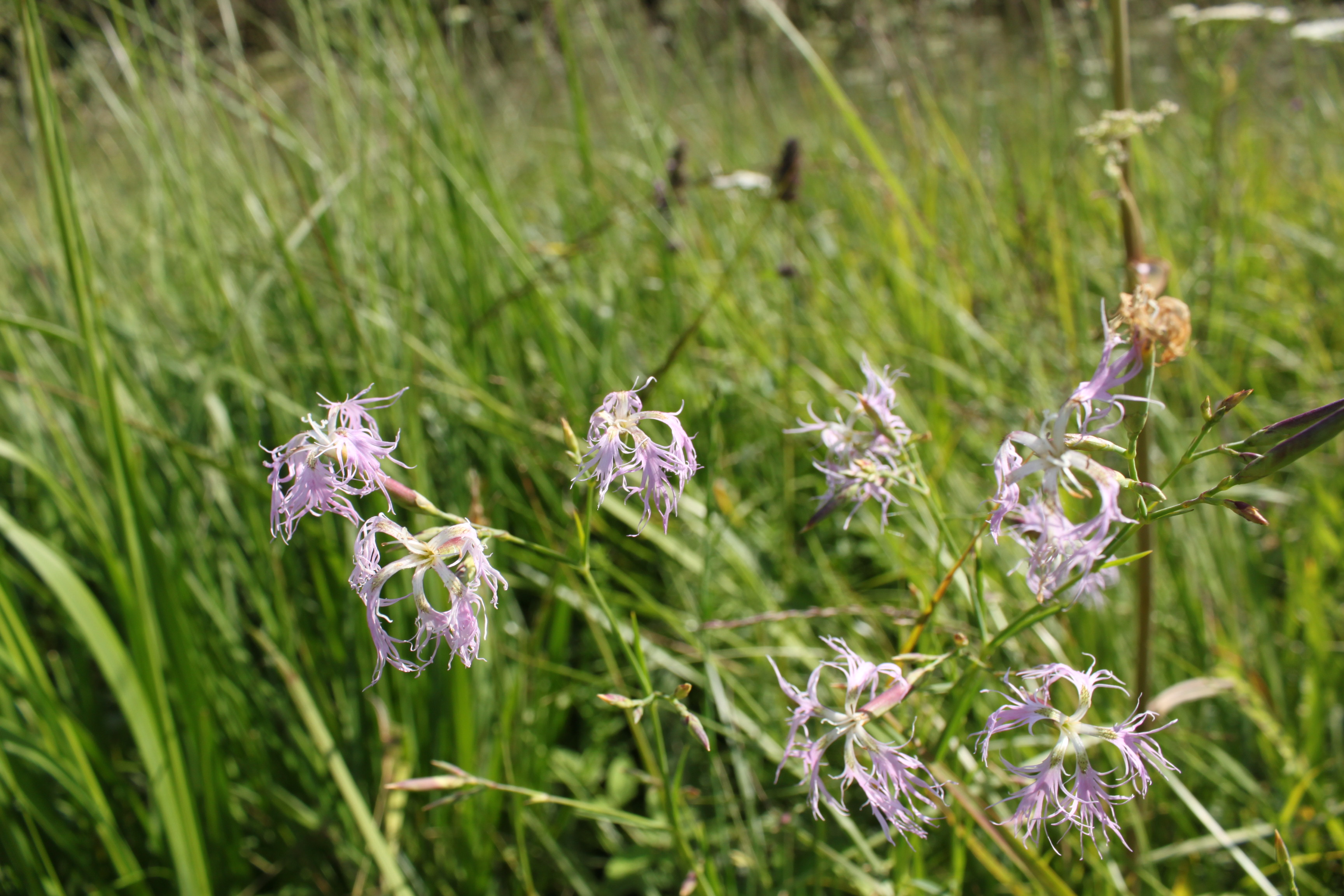
Hvozdík pyšný u Litětin